# Parque nacional Río Fitzgerald
El Parque Nacional Río Fitzgerald es un parque nacional en Australia Occidental, a 419 km al sudeste de Perth. Dentro del parque se encuentran las cordilleras Eyre y Barren, así como el río Fitzgerald.
Dentro del parque se encuentra el Casa Quaalup (Quaalup Homestead), construida en 1858 por la familia Wellstead. 

## Galería

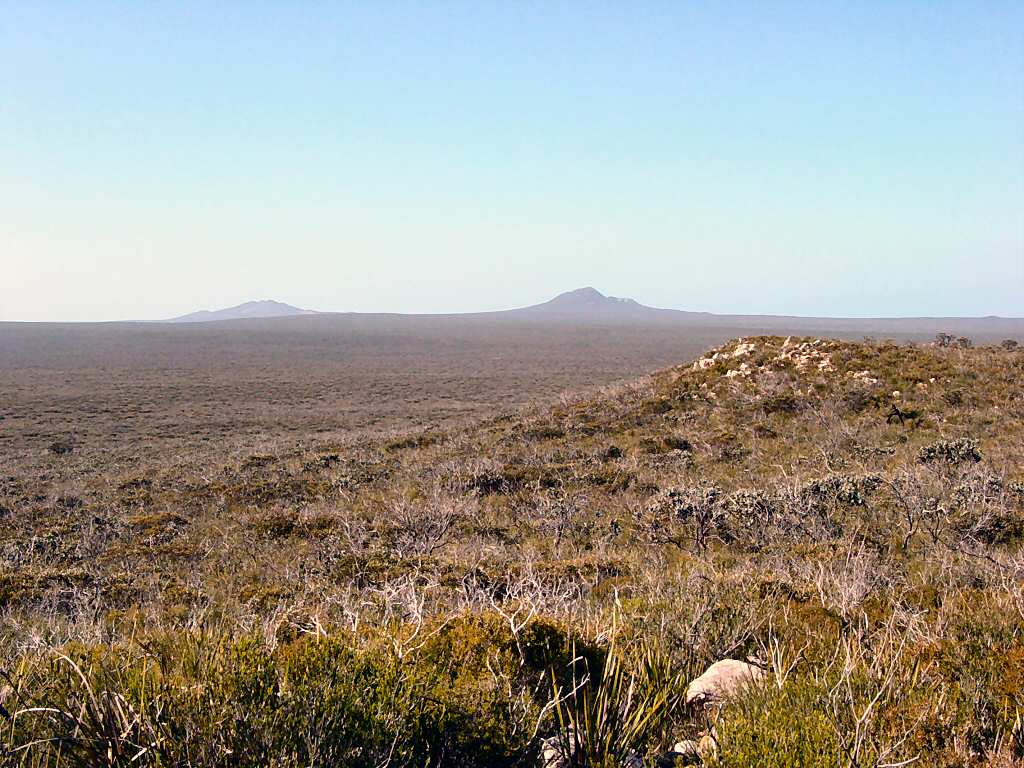
Cordillera Barren.
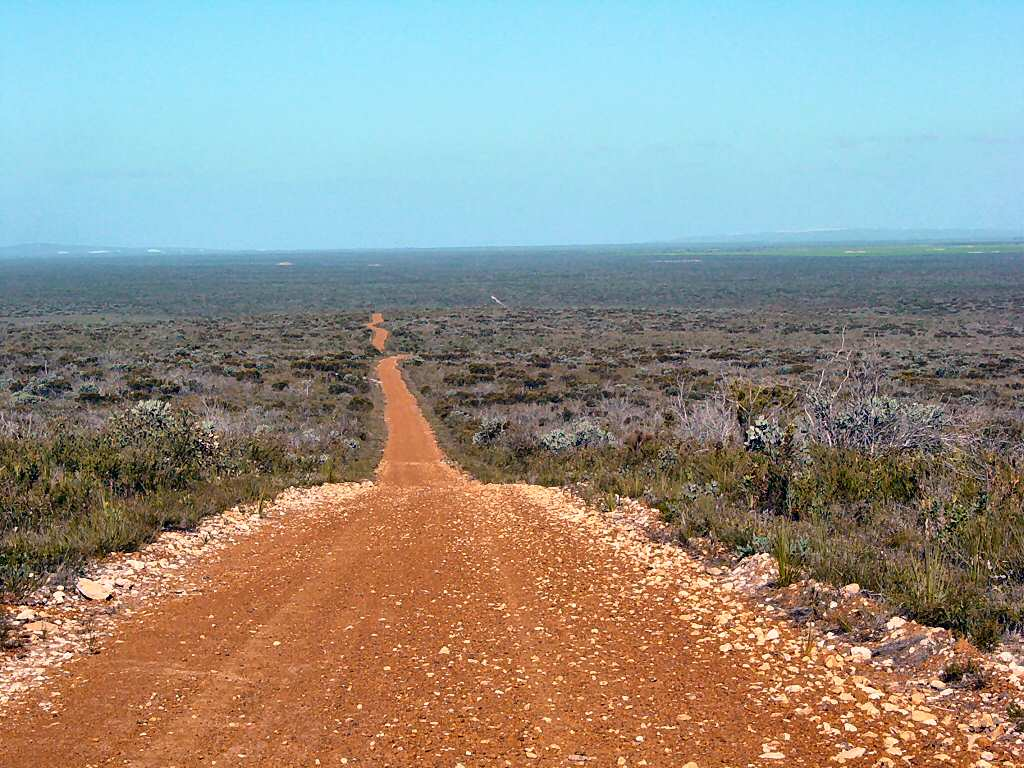
Vista hacia la costa al sur.

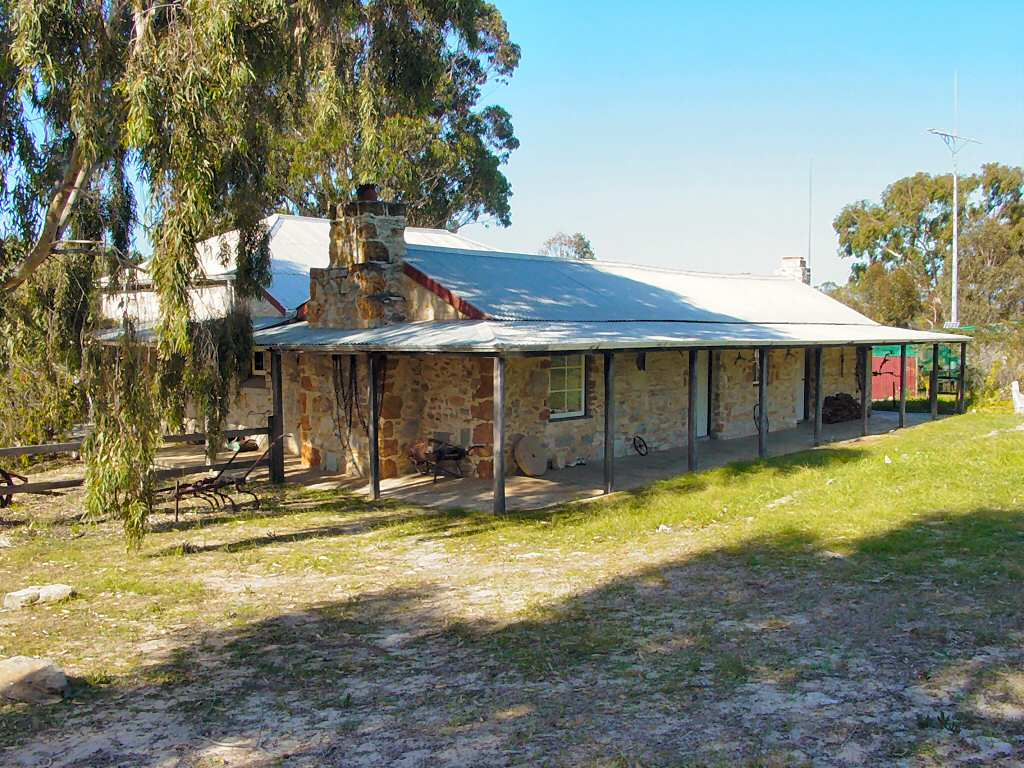
Casa Quaalup.
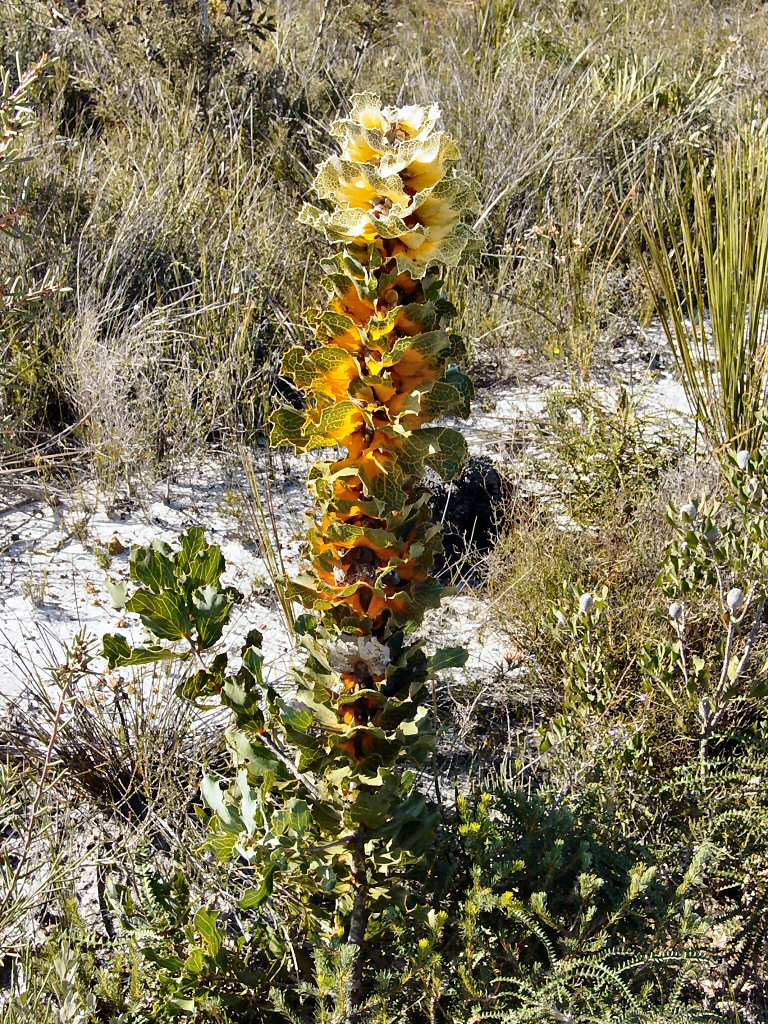
Royal Hakea.